# Rue de Mars (Reims)
La rue de Mars est une voie de la commune de Reims, située au sein du département de la Marne, en région Grand Est en France.

## Situation et accès
La rue de Mars appartient administrativement au quartier centre-ville de Reims.
La voie est à sens unique sud/nord sur toute sa longueur avec, sur la partie longeant la mairie, une piste cyclable à contre-sens.

## Origine du nom
La rue conduisait à une porte de la ville, au-dessus de laquelle se dressait une statue en cuivre de Mars dieu de la guerre.

## Historique
C'est l'une des rues qui est la survivance de la cité médiévale. Elle était l'entrée en la ville depuis la porte médiévale de Mars et se nommait « rue porte Mars » et aussi « rue Grosse-Bouteille ».

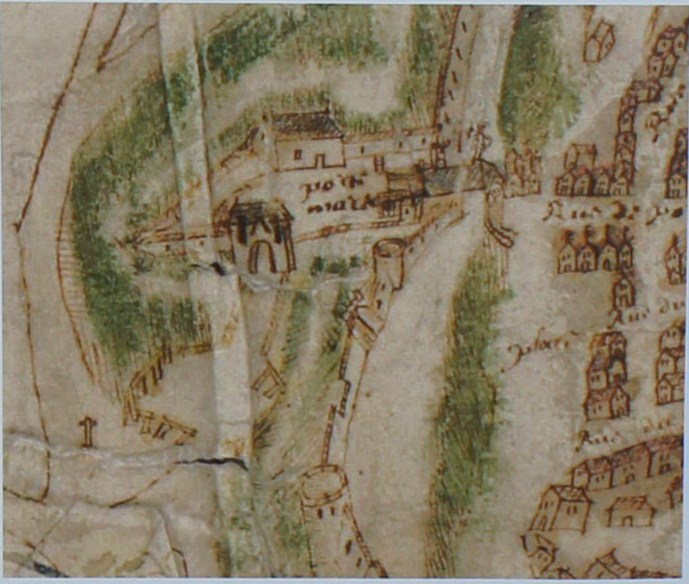
Dans les Remparts de Reims, les fossés en vert et la porte médiévale.
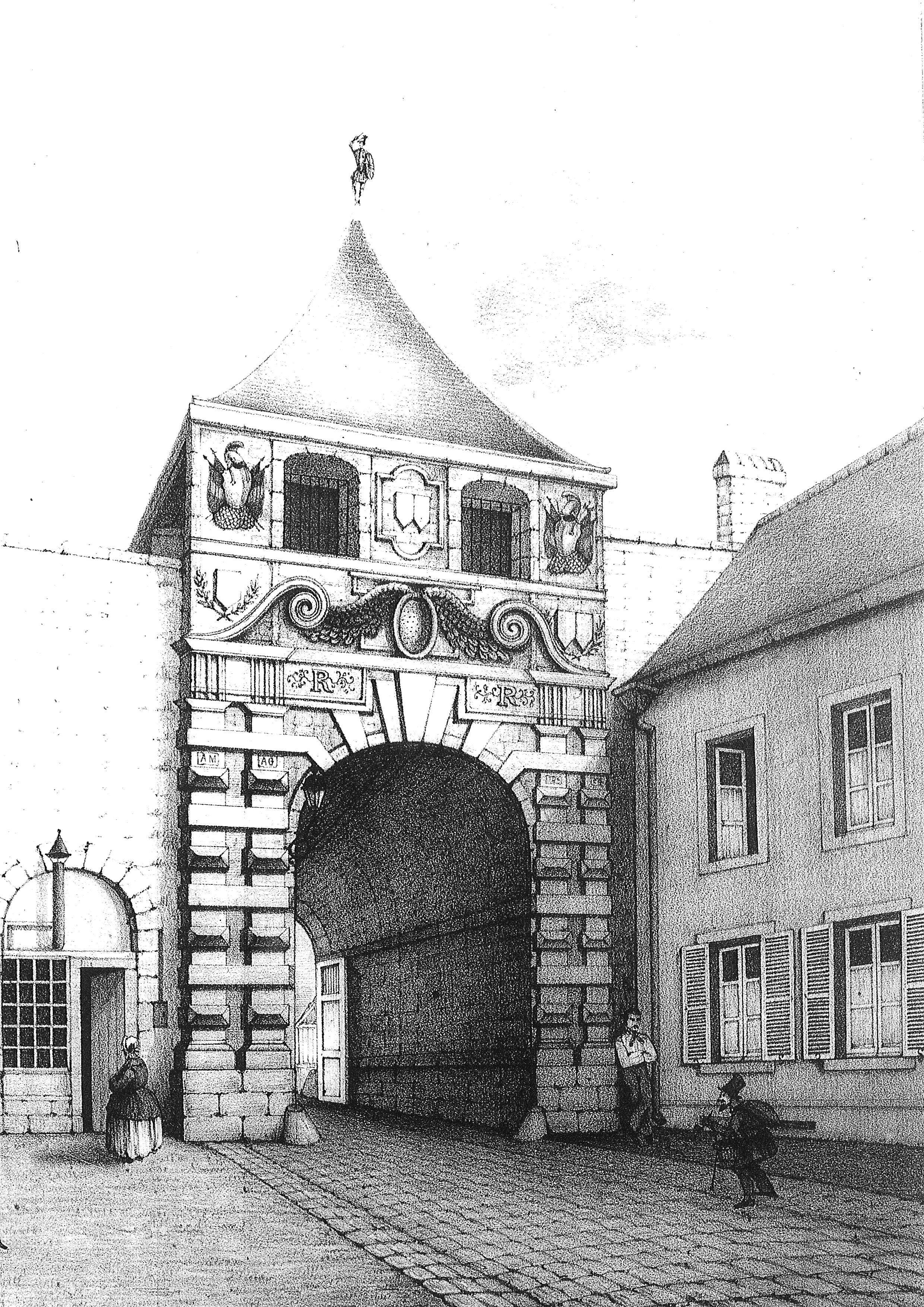
La porte de Mars avec sa figure du dieu vue de puis la ville ; 1878.
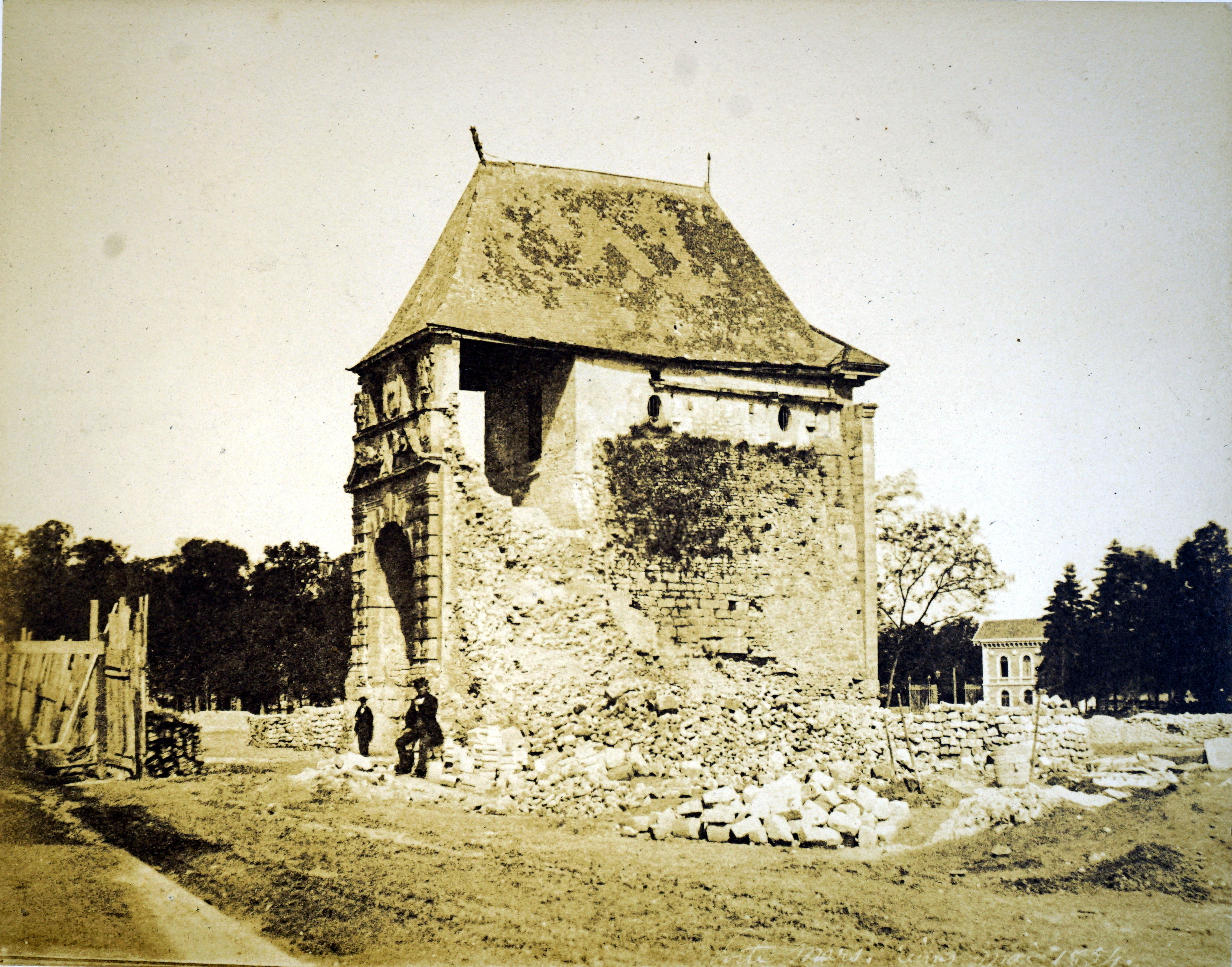
En 1894 photographie de Varin.
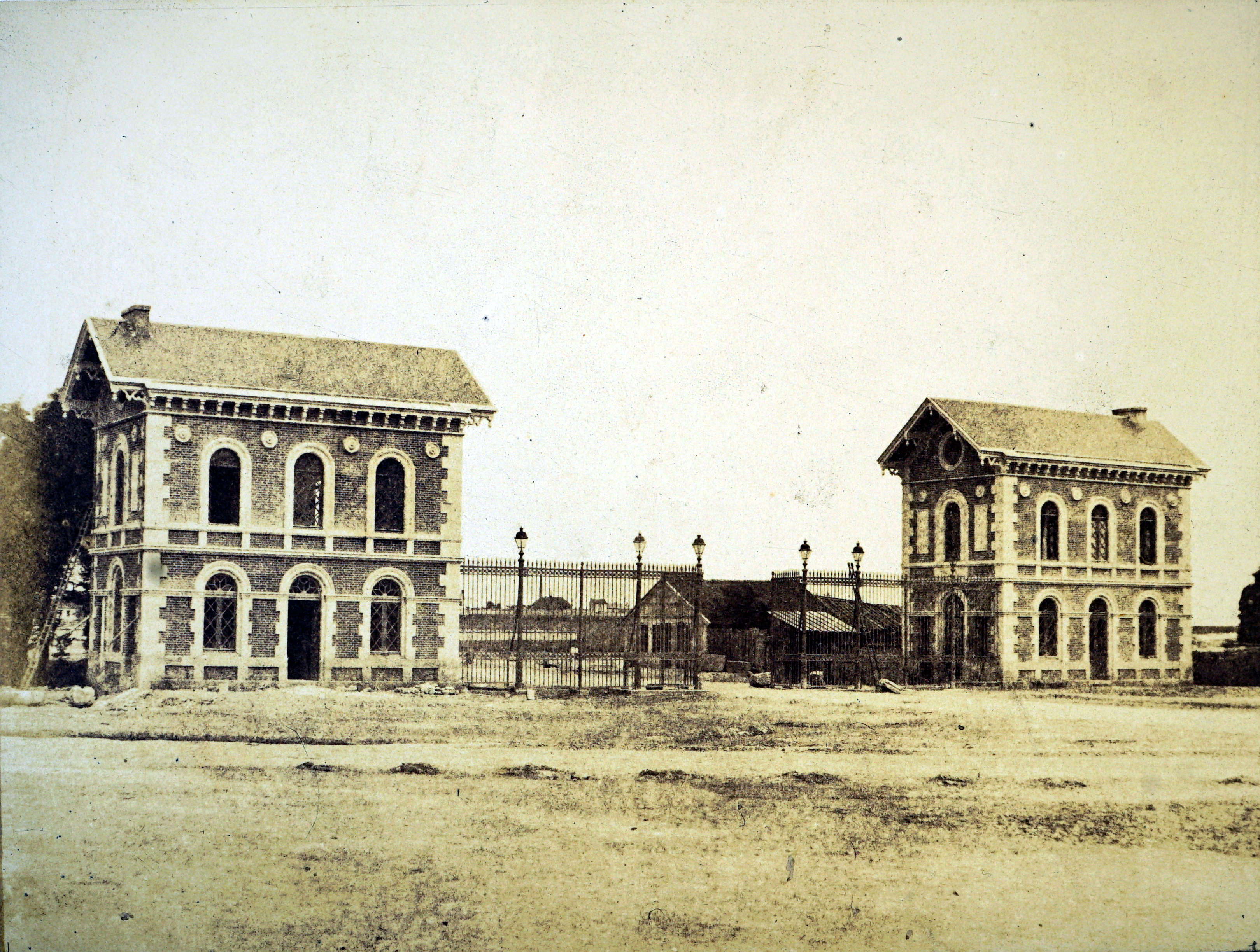
La nouvelle porte comme barrière d'octroi.

## Bâtiments remarquables et lieux de mémoire
- L'Hôtel de ville de Reims qui fait objet d’un classement au titre des monuments historiques [1].
- Le Cellier d'expédition Mumm qui fait objet d’une inscription au titre des monuments historiques [2].
- Les Halles centrales de Reims qui fait objet d’un classement au titre des monuments historiques [3].
- Aux 29-31, un immeuble de rapport Art déco des architectes Hemdon Herbé et Maurice Deffaux construit en 1923 pour M. Boucart. Les staffs sont de Berton, les ferronneries de Borderel et Robert, les mosaïques en grès flammé de Gentil et Bourdet et les verrières de J. Simon.
- En angle avec la rue du Temple (Reims), construit pour Mme Tirnant par Léon Louvet un immeuble de rapport Art déco.

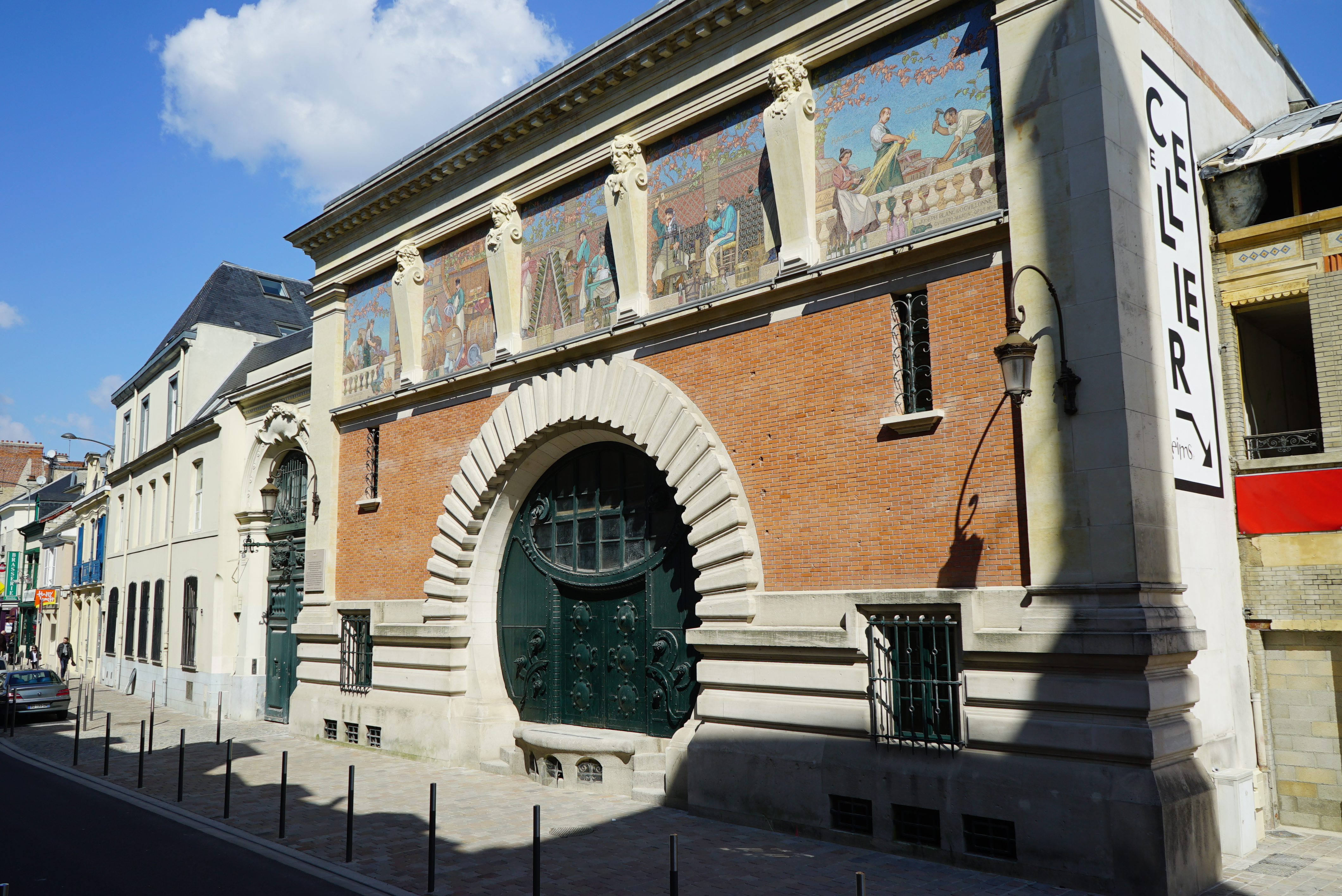
La rue devant Le Cellier.
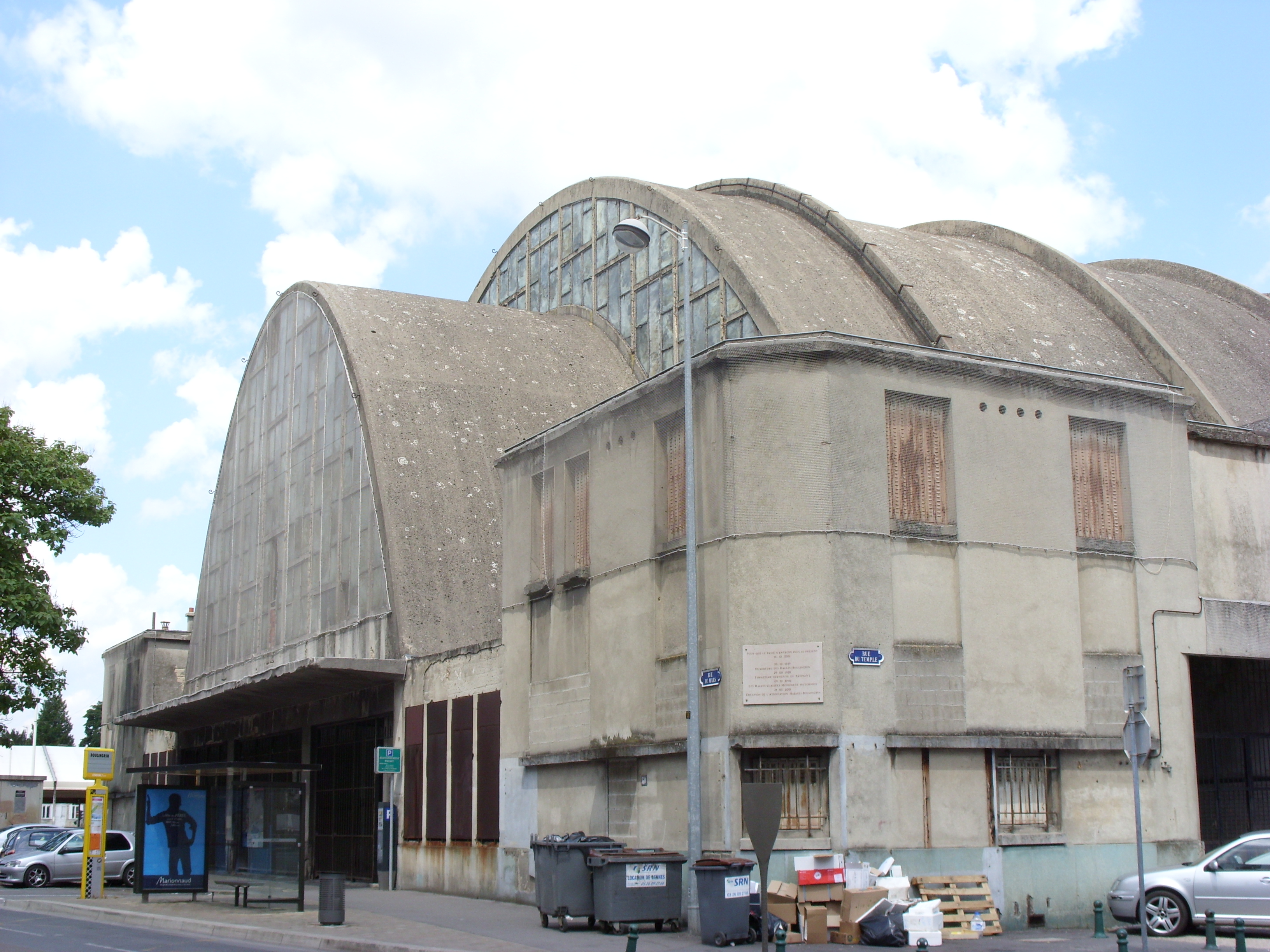
La rue arrivant devant les halles.
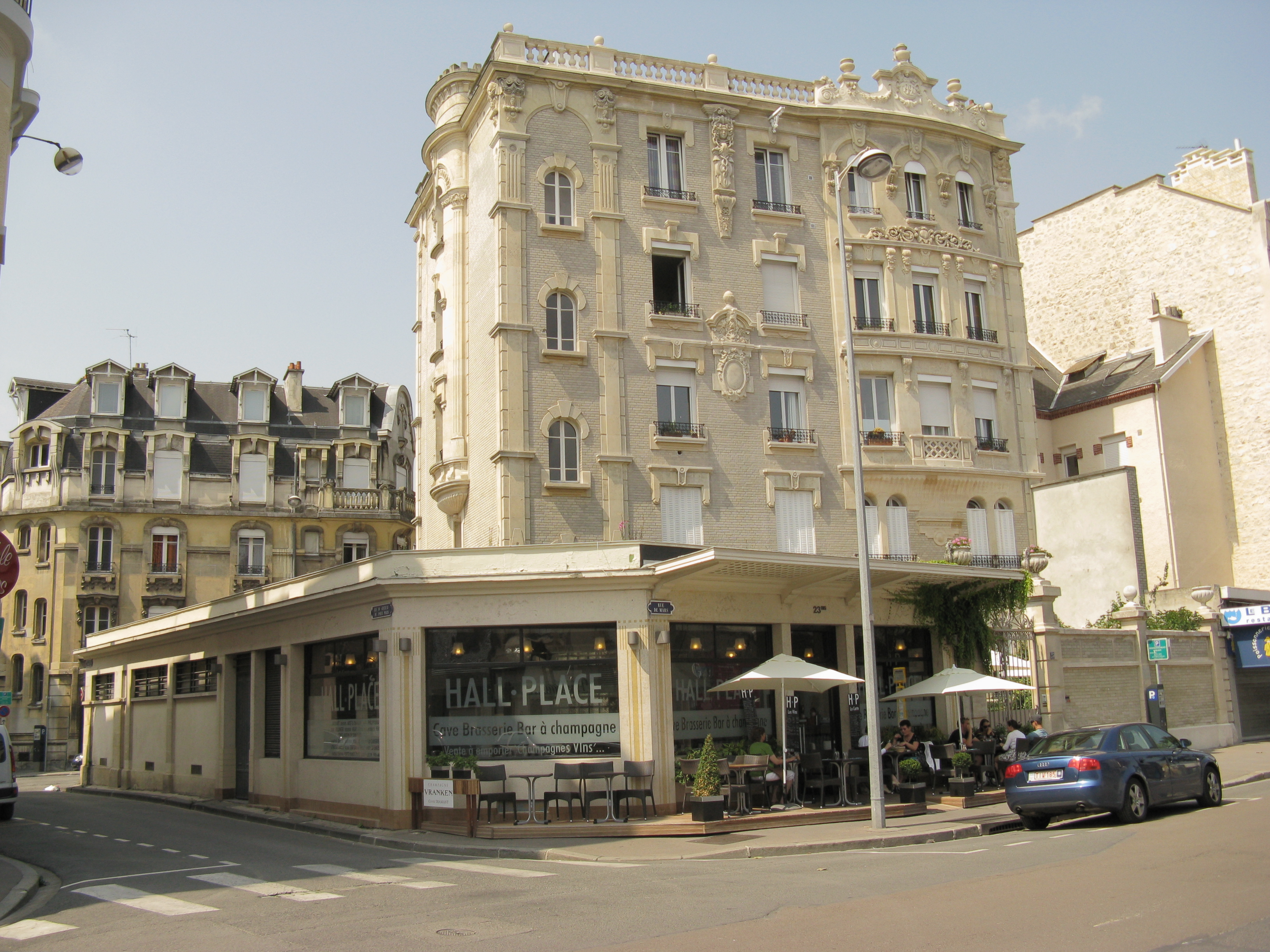
En face des halles.
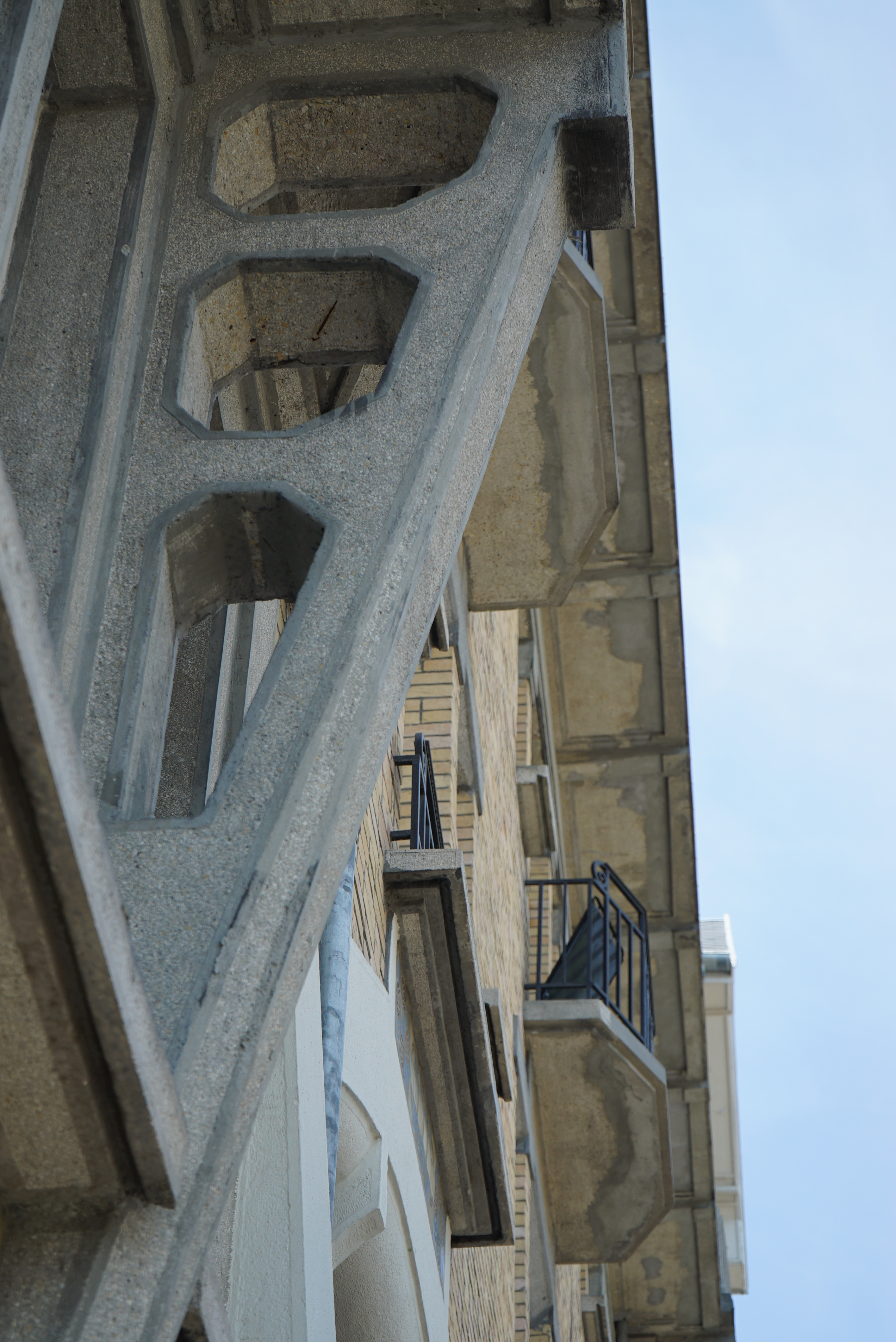
Immeuble Boucart, détail.
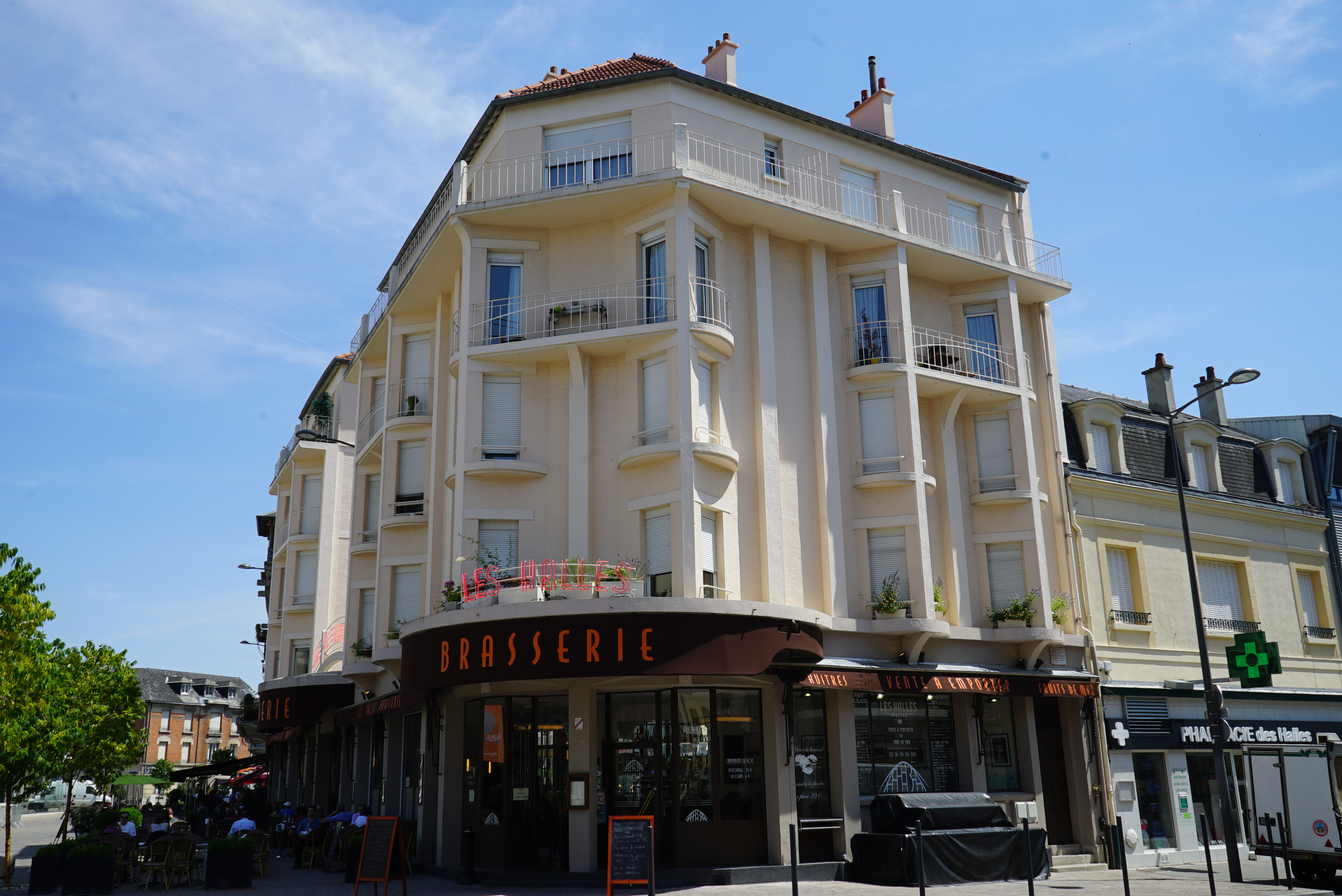
L'Immeuble Tirnant.